# Havířov
Havířov (Duits: Hawirzow) (Pools: Hawierzów) is een stad in de Tsjechische regio Moravië-Silezië. Het is de grootste stad van Tsjechië die geen universiteit heeft.

## Geschiedenis
Havířov is een heel jonge stad. Pas na de Tweede Wereldoorlog werd de stad gesticht. Op het gebied van de gemeentes Šumbark, Dolní Bludovice, Prostřední Suchá en een deel van Šenov werd de nieuwe mijnbouwnederzetting gebouwd. Er werd een prijsvraag uitgeschreven voor de naam van de nieuwe stad. Uit de vele inzendingen (waaronder Budosociokolektivov, Rudohvězdov, Bezručovy Novoměstské Baně en Lidobudovatelov) werd Havířov gekozen. Sinds 1955 heeft Havířov stadsrechten.
Havířov staat binnen het stedelijke gebied Ostrava zeer goed bekend. De stad heeft hoogwaardige huizen, een schoner milieu en veel recreatiemogelijkheden.
De andere dorpen die binnen de gemeente Havířov vallen zijn veel ouder. De eerste vermelding van Dolní Suchá stamt uit het jaar 1305, de eerste vermelding van Bludovice uit 1335 en Šumbark wordt in 1438 voor het eerst genoemd.

## Partnersteden
- Mažeikiai (Litouwen)
- Harlow (Engeland)
- Collegno (Italië)
- Jastrzębie Zdrój (Polen)

## Geboren
- Pavel Maslák (21 februari 1991), atleet
- Daniel Zitka (20 juni 1975), voetballer